# Севан (озеро)
Сева́н, (вірм. Սևանա լիճ «севана ліч», раніше також називалося Ґегаркуні́к вірм. Գեղարքունիք, Ґега́мське море вірм. Գեղամա ծով «ґегама цов») — прісноводне озеро у Вірменії, найбільше на Кавказі.

## Загальна характеристика
Севан лежить на висоті 1900 м; його площа становить 1240 км², глибина сягає 83 м. В озеро впадають 28 річок, а витікає річка Раздан (притока Араксу). Озеро тектонічного загатного характеру. Улоговина тектонічного походження, а загата утворилася порівняно недавно внаслідок виливання голоценових лав. Севан оточений гірськими хребтами: з північного заходу — Памбакським, з північного сходу — Севанським і Арегуні, із заходу і півдня — Гегамським і Варденисським хребтами.
Шоржинським підводним валом-порогом і двома мисами, що вдаються до озера, — Артанішським (зі сходу) і Норатусським (із заходу) озеро ділиться на дві частини: Малий і Великий Севан. Малий Севан відрізняється великою глибиною і порізаними берегами. Саме ця частина озера вміщує основну масу води. Найглибше місце озера — неподалік від підніжжя хребта Арегуні. У Великому Севані дно рівне, береги мало порізані, причому глибина цієї частини не перевищує 30 метрів. Водна поверхня Севана має блакитно-синій колір. Мінералізація води становить близько 700 мг/л, сухий залишок — 0,5 г/л.

## Проблема Севана

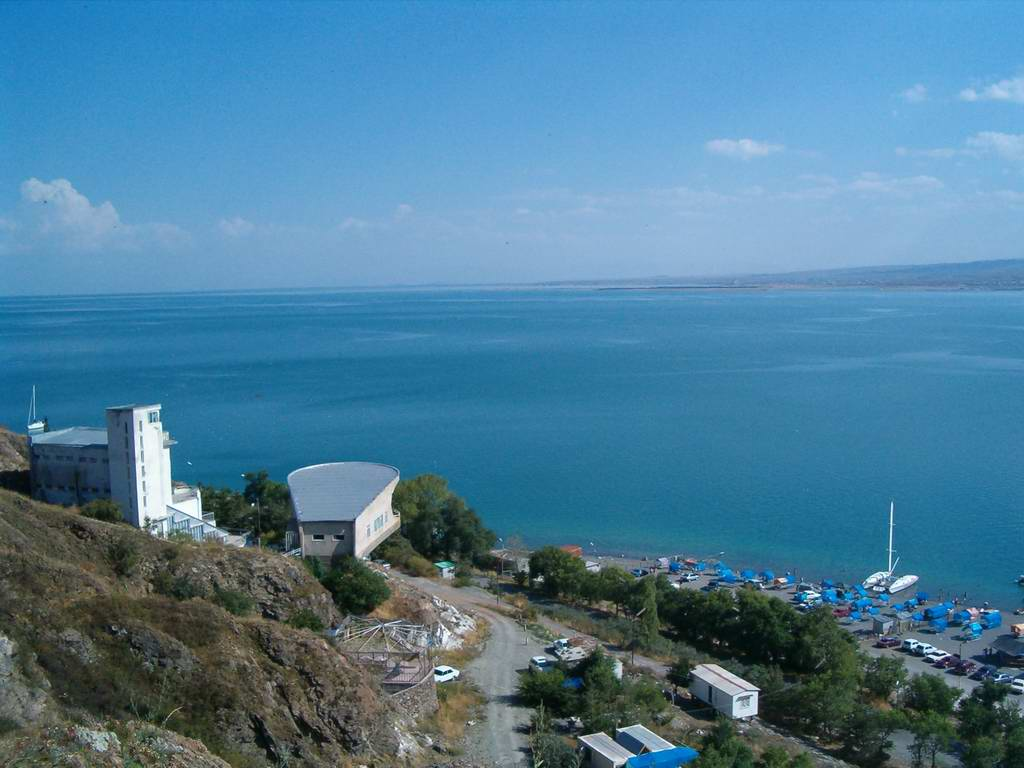

Озеро Севан — єдине велике надійне джерело прісної води у Вірменії і найбільше на всьому Кавказі. У зв'язку з цим з давніх часів порушувалося питання про ефективне використання водних ресурсів озера. У 1848 році порушили питання про використання води Севана для зрошування земель по лівому берегу Раздана.
На початку XX століття з'являється декілька пропозицій по використанню вод озера в практичних цілях. У їх числі — запропонований в 1910 році Манасер'яном проєкт спуску рівня озера. Підраховано, що зі всього об'єму стоку 95 % води випаровується через велику поверхню дзеркала, таким чином, нібито, значна частина водних ресурсів просто «пропадає». Пропонувалося зменшити глибину озера на 45 метрів і використовувати водні ресурси, що звільнилися, для зрошування Араратської рівнини і вироблення електроенергії.
1923 року був реалізований план з використання води озера в потребах народного господарства, а 1931 року з'являється перша схема пониження рівня озера, згідно з якою, за 50 років він мав знизитися на 55 метрів, периметр становив би тоді 80 км, а об'єм — 5 км³. При цьому від усього Севана мало залишитися невелике озеро площею 299 км² на місці Малого Севана. Площу, що таким чином могла б звільнитися, передбачали використати для посадки ліщини, дуба тощо. У 1933 році після схвалення проєкту почали створювати штучні шляхи стоку й поглиблювати сточище річки Раздан. Стоки були тунельними спорудами на глибині 40 метрів. З 1937 року почалося інтенсивне використання вод озера. Початок експлуатації Севан-Разданського іригаційно-енергетичного комплексу слугував потужним поштовхом для розвитку економіки Вірменської РСР.
З початком Другої світової війни роботи припинили й вони завершилися тільки 1949 року. Тоді щорічно рівень води опускався більш ніж на метр. Наприкінці 1950-х почався перегляд проєкту зниження рівня озера. Це зроблено з кількох причин:
1. Виникли проблеми з освоєнням земель, що звільнилися, які виявилися абсолютно неродючими.
2. З'явилася можливість заміни побудованих на Раздані гідроелектростанцій на ТЕС, тим більш, що перші не могли задовольнити потреби народного господарства Вірменії.
3. В умовах збільшення споживання водних ресурсів, Севан залишався єдиним резервним джерелом прісної води в республіці.
4. У 1961 році опублікована доповідь АН Вірменської РСР. У ній мовилося про необхідність припинити спуск рівня озера, який вже встиг опуститися на 13,7 м. У зв'язку з тим, що потужності Севан-Разданського каскаду виявилися незатребуваними, ухвалено рішення перекинути в озеро води з Воротану і Арпи. Підраховано, що найбільший спуск рівня води досягне 18 м. Реалізація проєкту почалася в 1981 році, коли побудували тунель завдовжки 49 км з водосховища Кечут на Арпі в озеро біля села Арцваніст, після чого почалося будівництво тунелю від Воротана. У 1988 році будівництво припинилося через економічну блокаду з боку Азербайджану.

Падіння рівня озера в сукупності зі збільшенням викидів стічних вод негативно вплинуло на біохімічний оборот речовин, призвело до порушення нормальної діяльності екосистем, що зрештою спричинило процес евтрофікації — збільшення накопичення органічних речовин у воді з 25 тис. т у 1930-х роках до 150 тис. т у 1999 році. Евтрофікація виражається в періодичному цвітінні озера і загрожує погіршенням якості води, непридатністю до використання в питних і господарських цілях. Уряд Вірменії завершив будівництво тунелю тільки у 2003 році, але його експлуатація ще не почата. Рівень стабілізувався на відмітці 20 метрів нижче початкового.
На початку 2006 року підйом рівня води в порівнянні з минулим роком становив 41 см. Ухвалено рішення підняти його ще на 3 метри, після чого провести додаткові дослідження.

## Фауна
Форель (ішхан, Salmo ischchan) Севана є ендемічним видом озера, але її існування перебуває під загрозою через конкуруючі види риб, що завезені або потрапили в озеро з інших місць. Зокрема, сиг (Coregonus lavaretus) був завезений з Ладозького і Чудського озер, золота рибка (Carrasius auratus) і рак вузькопалий (Astacus leptodactylus). На березі озера створили рибальські господарства для штучного розмноження ішхана. В той час, як у Севані ішхан перебуває під загрозою вимирання, судячи з усього, він виживе в озері Іссик-Куль, куди його завезли з Вірменії.
У басейні Севана створений національний парк «Севан» з чотирма заповідниками і десятьма заказниками. Озеро є важливим оселищем вірменської чайки (Larus armenicus), чисельність якої тут сягає 4000—5000 пар. Інші птахи, що зупиняються на озері, — американський лебідь, мала гуска, червонодзьоба чернь, білоока чернь і чорноголовий реготун.

## Узбережжя

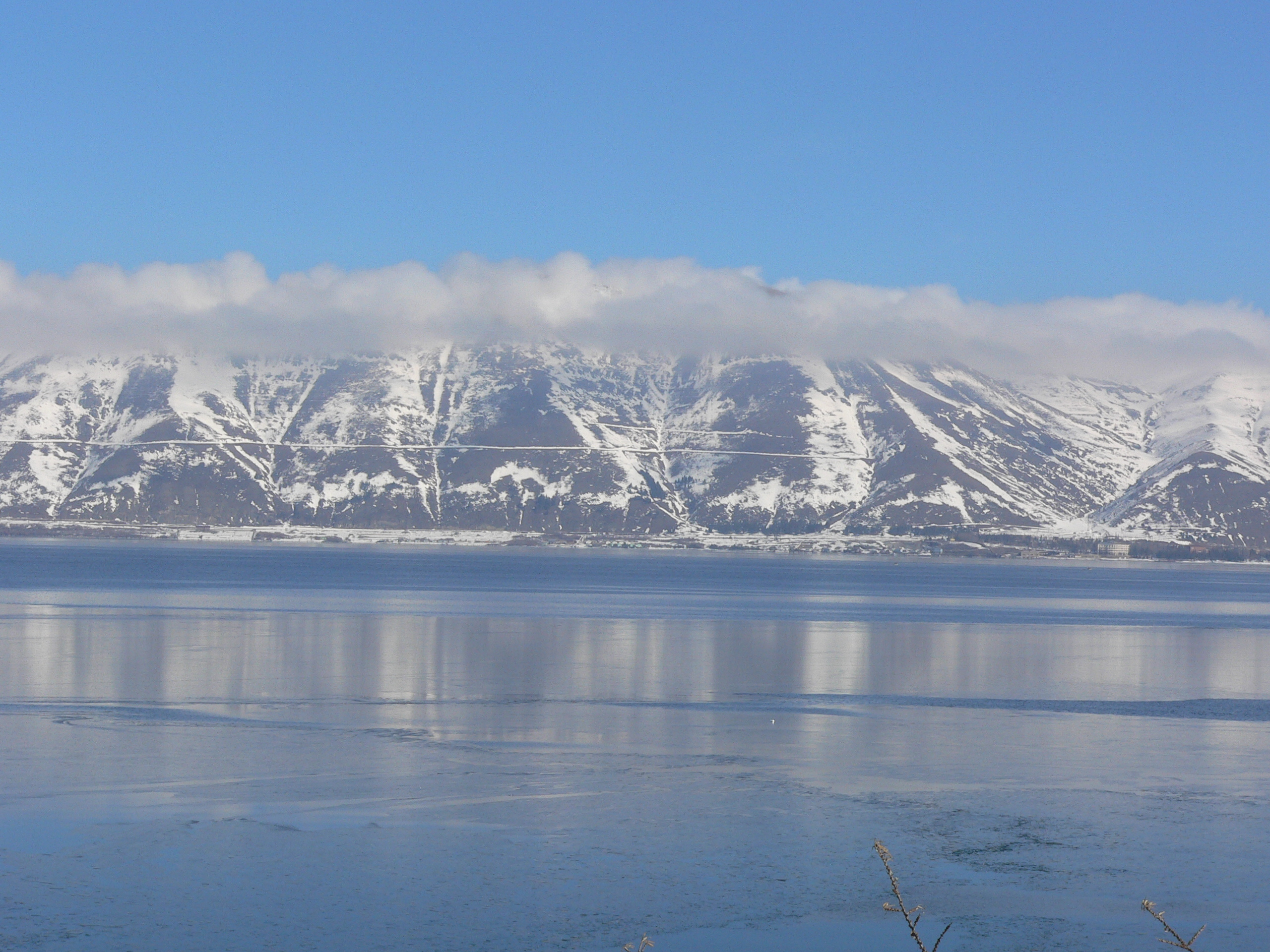
Вид на озеро Севан із траси Єреван — Тбілісі

Озеро Севан відоме пам'ятками культури на його узбережжі та рекреаційними ресурсами: мінеральними джерелами, чистим повітрям, красивою природою. На березі озера росте штучний ліс (сосна, широколистяні породи й обліпиха).
З історичних пам'яток найвідоміша — монастир Севанаванк, розташований на півострові поблизу міста Севан у північно-західній частині озера. Спочатку монастир був розташований на острові, але через пониження рівня води утворився перешийок, що з'єднав острів з сушею. Інший монастир — розташований на західному схилі Айраванк. На березі озера є село Норадуз, відоме найбільшим кладовищем хачкарів, що налічує близько 900 хачкарів різних епох і стилів. Хачкари також є в селі Неркін-Ґеташен на південному узбережжі. Після пониження рівня води виявлено численні археологічні артефакти віком 2000 років і більше (деякі з них — бронзової доби). Більшість цих артефактів зберігається в музеях Єревану.